# Bjursnäs

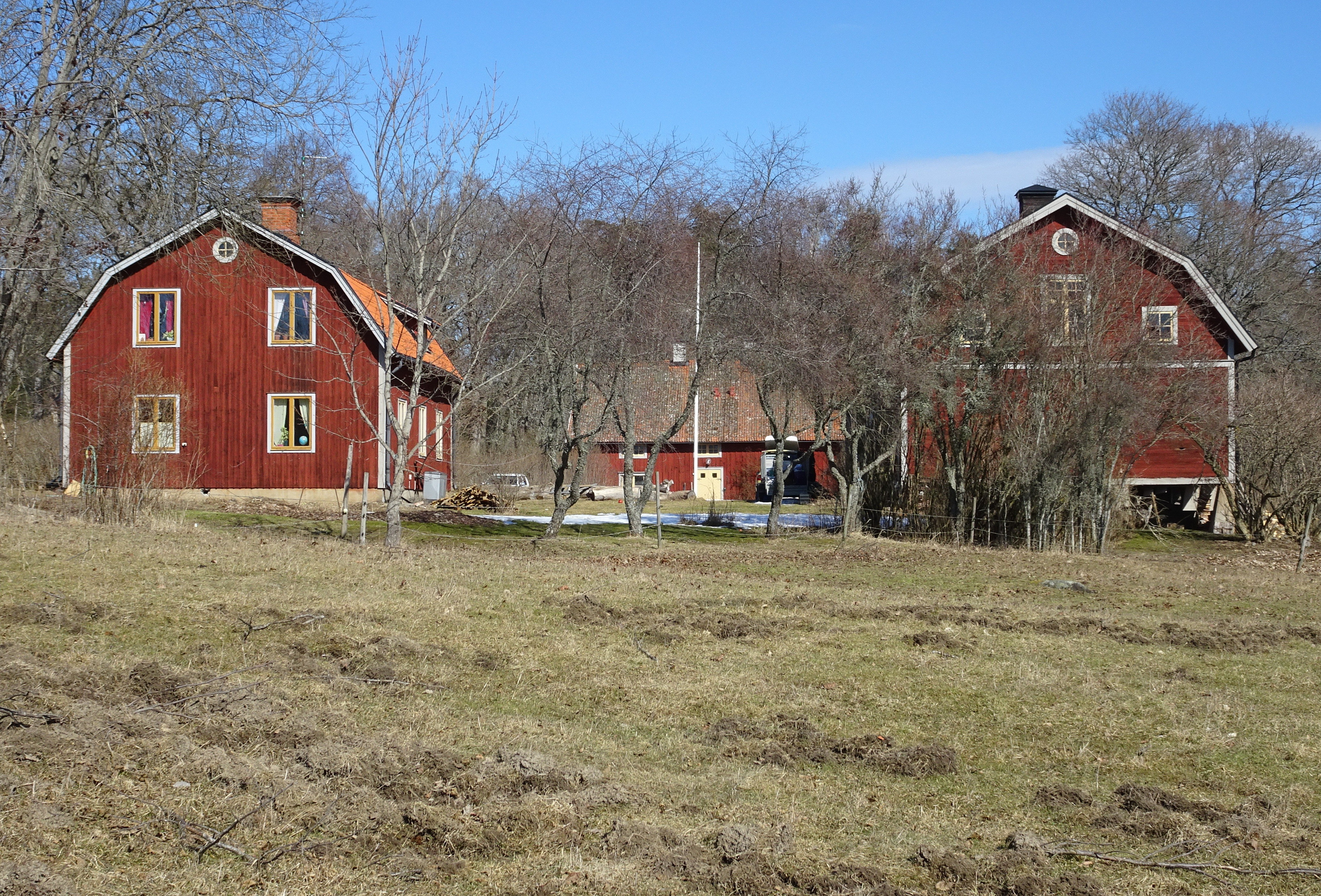
Bjursnäs, huvudbyggnad och flyglarna.

Bjursnäs är en herrgård och ett tidigare säteri i Björnlunda socken, Gnesta kommun. Gården ligger på en smal landtunga mellan Lockvattnet och Kvarnsjön.

## Historik

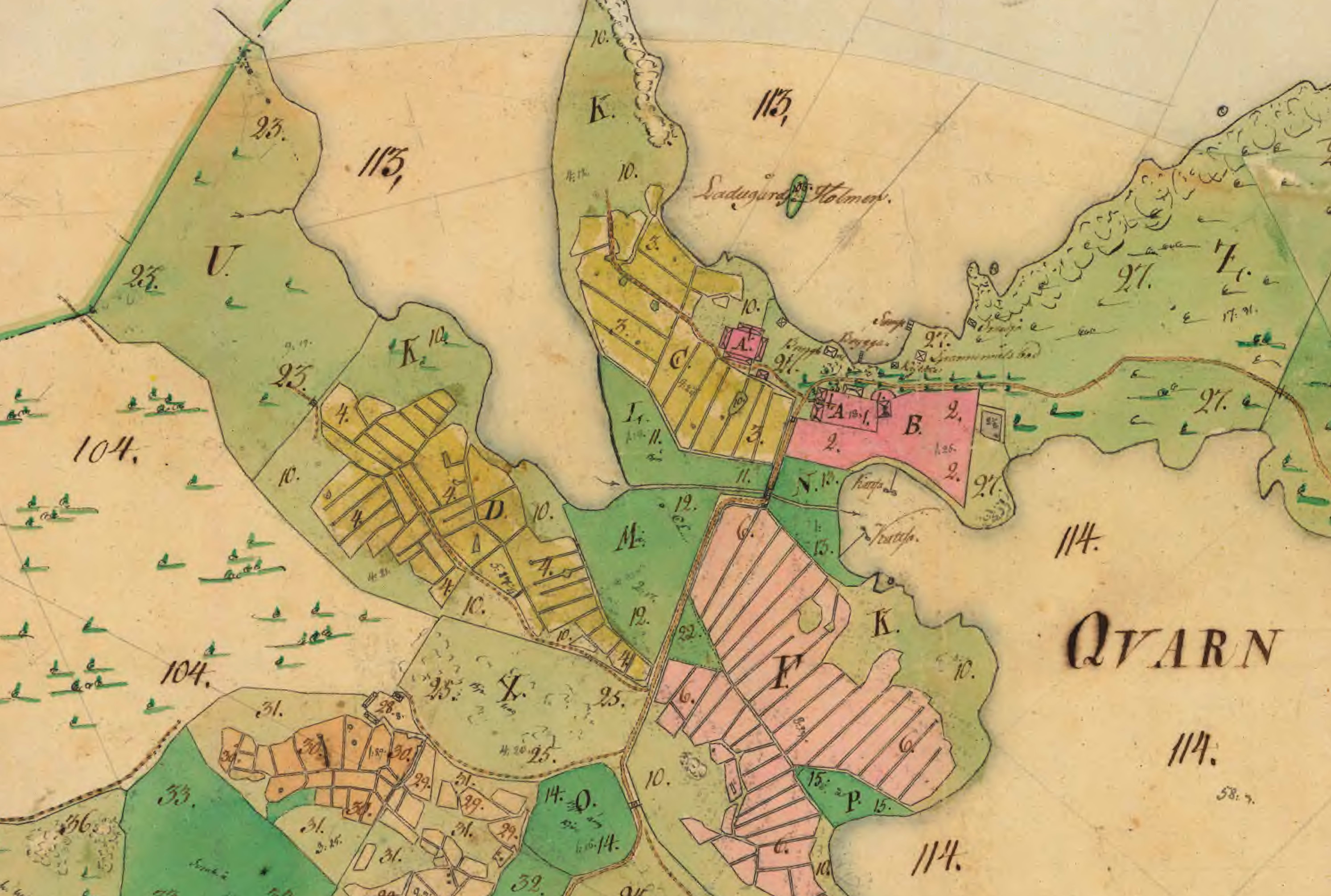
En del av Bjursnäs ägor 1806-07.

Bjursnäs omtalas som frälsegård 1436 och som säteri 1586. Då var Jöran (Göran) Sigfridsson (död omkring 1617) ägare. Han adlades som Jöran Sigfridsson Stengafvel till Bjursnäs av kung Johan III för att han troget skött vakthållningen av Erik XIV medan han satt fången 1568–1569. Han kallades även Brödsven eftersom han var son till en bagare. Makarna Jöran Sigfridsson och Bengta Andersdotter bodde till sin död på Bjursnäs och ligger  begravda i Björnlunda kyrka.
Under lång tid har gården lytt under Elghammar. 1807 ägdes Elghammar och Bjursnäs av fältmarskalk Curt von Stedingk. Då omfattade Bjursnäs 1 mantal med nio underlydande torp. Bland byggnaderna märks främst den stora rödmålade fataburen som ligger på en höjd invid gården. Den är sannolikt från 1600-talet och en liten rest av bebyggelsen då gården var säteri. Den nuvarande manbyggnaden är uppförd i början av 1800-talet medan flyglarna härrör från 1910-talet. I slänten mot sjön ligger en arbetarbostad från 1800-talet.

## Bilder

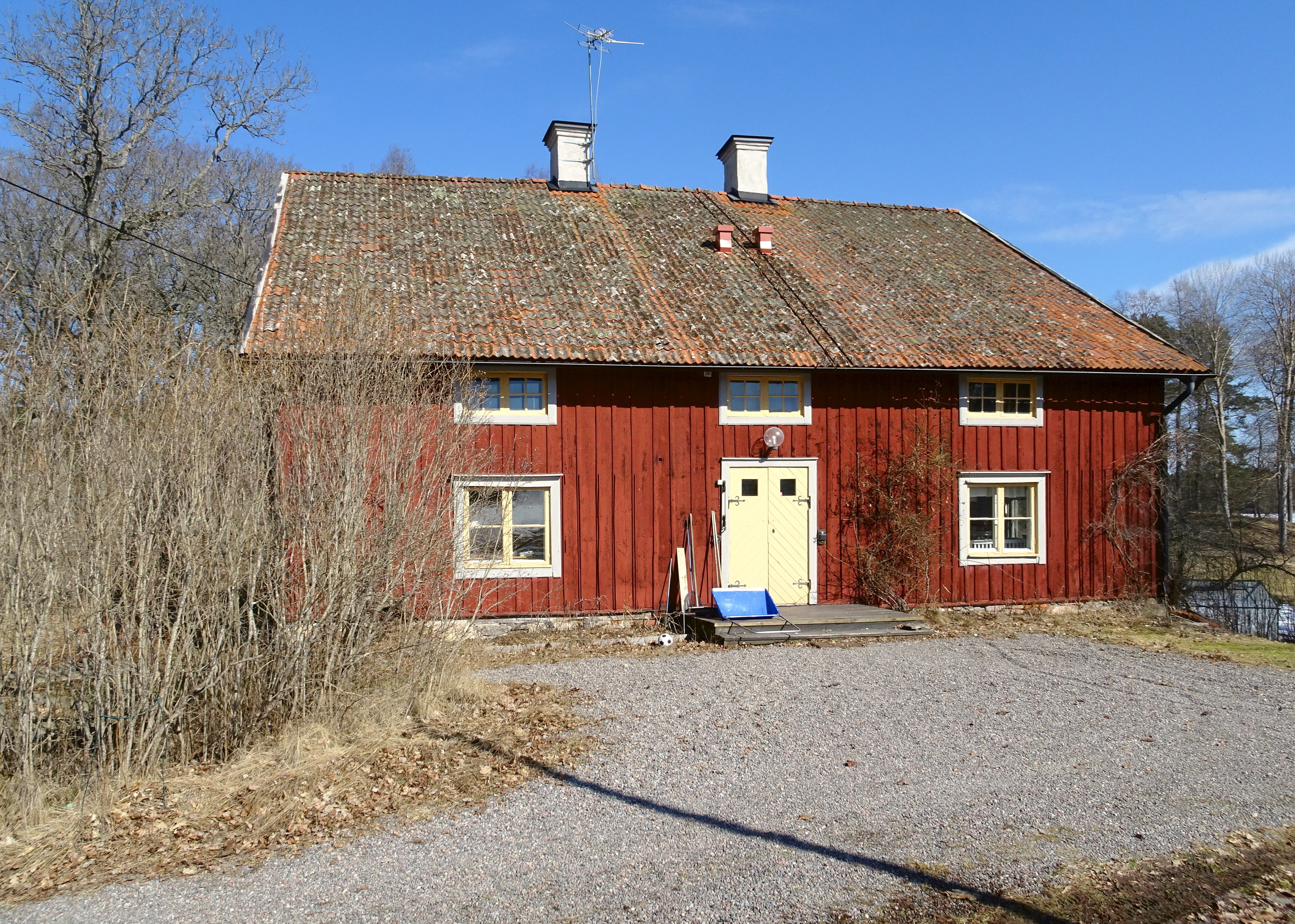
Huvudbyggnad
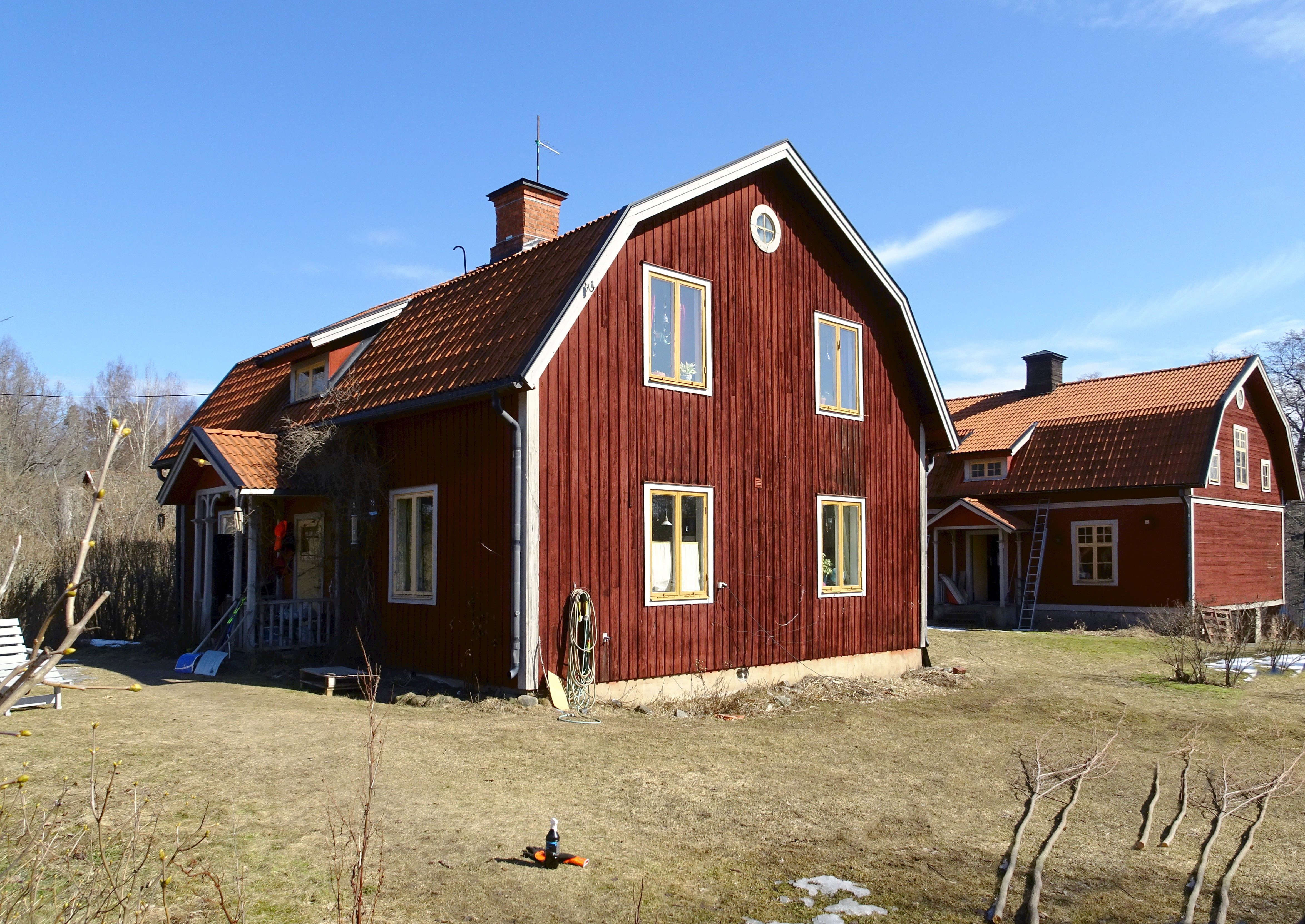
Flyglarna
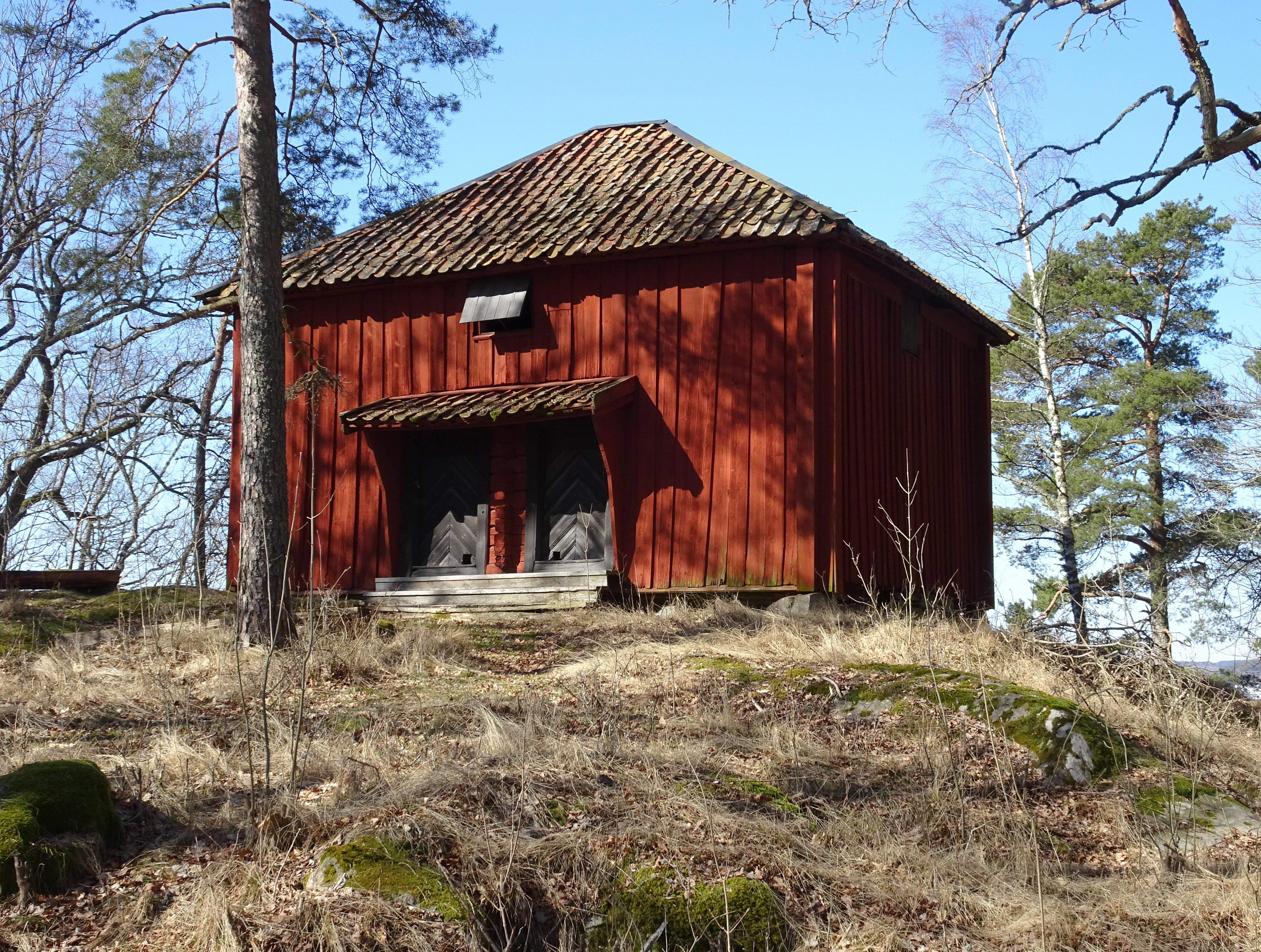
Fataburen
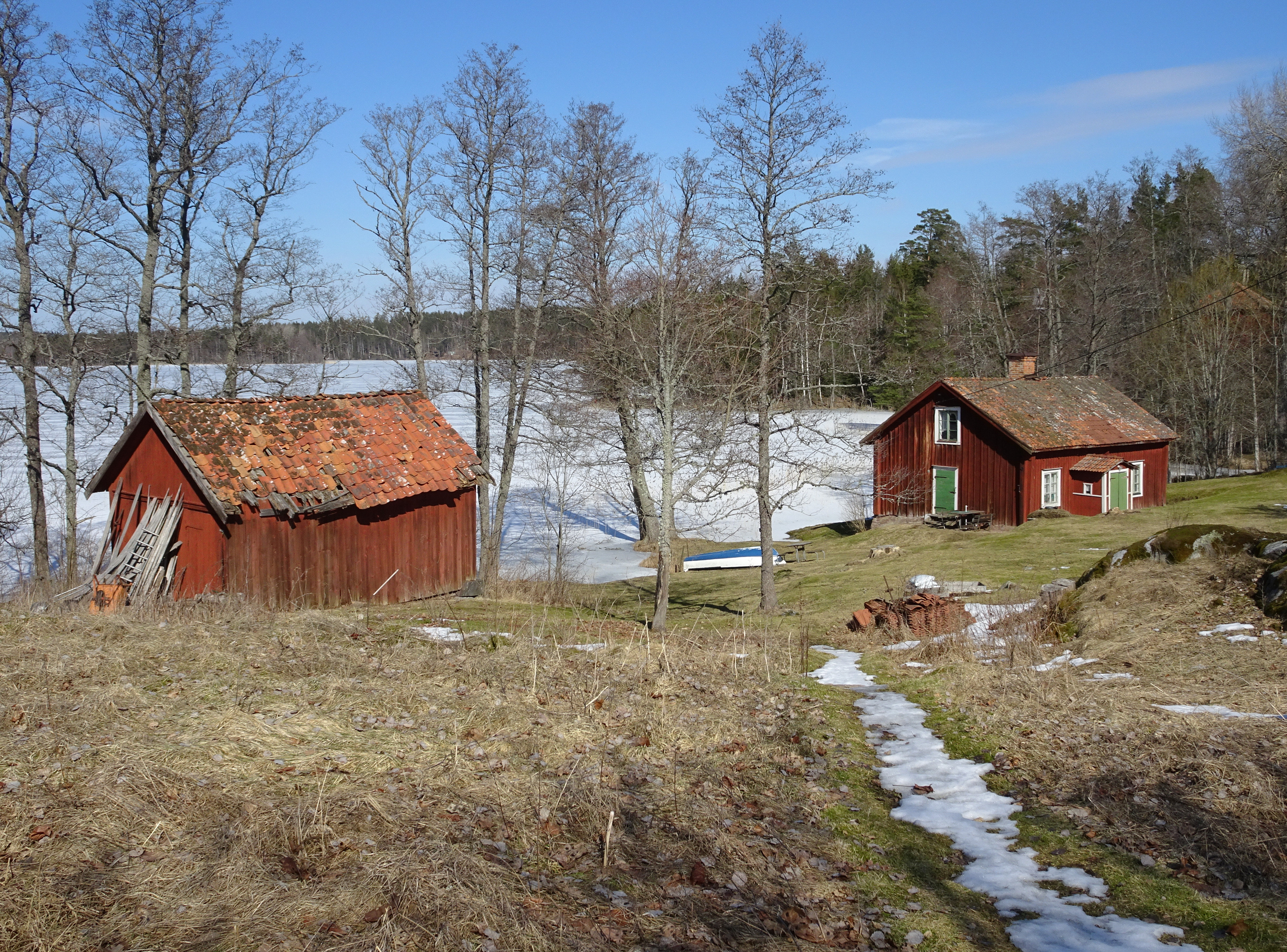
Arbetarbostad med uthus